# Grande Irmão
"Big Brother" (em português, literalmente "Irmão Mais Velho" ou coloquialmente "Grande Irmão"), é um personagem fictício no romance 1984 de George Orwell.
Na sociedade descrita por Orwell, todas as pessoas estão sob constante vigilância das autoridades, principalmente por teletelas (do original "telescreen"), sendo constantemente lembradas pelas frases propaganda do Partido Interno, partido governante da Oceania: "o Grande Irmão zela por ti"; "o Grande Irmão está te observando" (do original "Big Brother is watching you"). A descrição física do "Grande Irmão" assemelha-se a ditadores, como o socialista Joseph Stalin, nazi Adolf Hitler ou Herbert Kitchener[carece de fontes?].

## Alusão ao Big Brother atualmente
Desde a publicação de 1984, as expressões "Big Brother" ou "Grande Irmão" são usadas geralmente para descrever qualquer excesso de controle ou autoridade por uma figura, ou tentativas por parte do governo de aumentar a vigilância, ou iniciativas (sejam de governos, órgãos de governo ou empresas) que culminam em violação e invasão de privacidade.
A revista Book classificou o Big Brother como o número 59 na sua na lista "100 Melhores Personagens de Ficção Desde 1900".. Em outubro de 2006, o Book colocou o Big Brother em segundo lugar na lista das "101 Pessoas Mais Influentes Que nunca Viveram". A Revista Wizard nomeia-o como o 75º maior vilão de todos os tempos.
O reality show Big Brother é baseado no conceito de pessoas com constante vigilância e proveio deste personagem. Em 2000, após o "Big Brother" estrear nos Estados Unidos pela Columbia Broadcasting System, uma empresa chamada "Orwell Productions, Inc." entrou com um processo no tribunal federal de Chicago, por violação dos direitos de autor e de marca. Na véspera do julgamento, o caso foi resolvido para todas as partes com "satisfação mútua". O dinheiro que a CBS pagou nunca foi divulgado. Porém, o romance 1984 permanecerá sob proteção autoral até 2044.
O autor de ficção científica David Brin costuma dizer que o grande mérito da ficção científica não é prever o futuro, mas pintar um futuro tão horrível que as pessoas vão lutar para que ele não aconteça. Neste sentido, 1984 é talvez o livro mais importante do século, porque, a qualquer sinal de tirania, a sociedade lembra do livro e luta para impedi-la.